# Talk Talk
Pour les articles homonymes, voir Talk Talk (homonymie).
Talk Talk est un groupe de pop britannique, originaire de Londres, en Angleterre. Actif entre 1981 et 1991, il est d'abord affilié au mouvement new wave avant de s'en éloigner progressivement pour produire une musique plus expérimentale. Il est considéré comme l'un des pionniers du post-rock.

## Biographie

### Origines (1981-1983)
Originaire de Londres, Talk Talk est formé par Mark Hollis après la séparation de son précédent groupe, The Reaction, actif entre 1977 et 1979. Avec son frère Ed, il fait passer des auditions pour trouver des musiciens et engage le bassiste Paul Webb et le batteur Lee Harris, deux amis d'enfance issus du groupe de reggae Eskalator. Le groupe est complet avec l'arrivée du claviériste Simon Brenner, originaire du même quartier londonien que Mark Hollis. En juin 1981, avec l'aide du frère de Mark et du producteur Jimmy Miller, le quatuor enregistre ses premières démos en deux jours : Candy, Mirror Man et Talk Talk,. Ce dernier titre, écrit par les frères Hollis, avait été enregistré à l'origine par The Reaction en 1977. Ce n'est qu'un peu plus tard que le nouveau groupe décide de s'appeler Talk Talk.
Ces démos permettent au groupe d'obtenir un contrat avec EMI Records. Son premier album, The Party's Over (1982), contient les succès Talk Talk et Today, qui se classent dans le Top 40 au Royaume-Uni, mais aussi en Irlande, en Australie, en Nouvelle-Zélande, en Afrique du Sud ainsi qu'aux États-Unis (où le titre Talk Talk atteint le Top 40 du Billboard Mainstream Rock et la 75e place du Billboard Hot 100). La musique de Talk Talk est alors purement synthpop et lui attire des comparaisons avec Duran Duran, groupe également produit par Colin Thurston. Simon Brenner quitte Talk Talk à la fin 1982, après l'enregistrement d'un dernier single, My Foolish Friend, qui sort début 1983. Son remplaçant, Tim Friese-Greene, décline l'offre de devenir membre à part entière du groupe, tout en y jouant un rôle de plus en plus important au fil du temps : outre les claviers, il participe à la production et coécrit la plupart des chansons avec Mark Hollis.

### Succès mondial (1984-1986)
En 1984 sort le deuxième album du groupe, It's My Life. Celui-ci rencontre un grand succès en Europe continentale (et un certain écho en Amérique du Nord et en Nouvelle-Zélande), grâce aux singles It's My Life et Such a Shame qui se classent dans les Top 10 de plusieurs pays en 1984 et 1985, faisant de Talk Talk l'un des groupes phares du moment, à côté d'autres formations new wave comme Tears for Fears, Duran Duran ou encore Depeche Mode et Eurythmics. Cependant, ces titres, et l'album lui-même, sont paradoxalement quelque peu ignorés dans le pays d'origine du groupe, le Royaume-Uni, qui attendra 1990 (et la compilation Natural History) pour les redécouvrir. L'album marque également le début de la collaboration du groupe avec l'artiste James Marsh, auteur de toutes les pochettes des albums et singles suivants de Talk Talk.
Les sessions d'enregistrement pour un troisième album débutent dès la fin 1984. The Colour of Spring, qui sort début 1986, voit la musique de Talk Talk se modifier en profondeur, notamment à travers l'abandon des synthétiseurs. Dix-sept musiciens participent à l'enregistrement, dont le guitariste/organiste Steve Winwood. Le premier single extrait de cet album, Life's What You Make It (en), sort en décembre 1985 ; il entre peu après dans le Top 20 au Royaume-Uni et dans plusieurs pays, devenant l'un des hits de l'année 1986. Porté par ce succès, l'album est lui aussi un succès commercial et constitue la meilleure vente de Talk Talk dans son pays d'origine, compilations exceptées. Fort de tout ceci, le groupe entame alors une tournée internationale de plusieurs mois, dont fait notamment partie un passage remarqué au Montreux Jazz Festival qui est édité en DVD 20 ans plus tard sous le titre Live at Montreux 1986,.

### Évolution musicale (1987-1991)
En septembre 1988 sort Spirit of Eden, qui marque un tournant dans la carrière de Talk Talk. L'album est le fruit d'une année entière passée à improviser librement en studio et incorpore des éléments de musique classique, de jazz et d'ambient. La critique apprécie, mais c'est un véritable suicide commercial pour le groupe, d'autant qu'il refuse de partir en tournée pour le promouvoir.
La formation de Mark Hollis passe ensuite de longs mois à tenter de se défaire de l'emprise d'EMI, qu'elle juge ne plus être le label idéal pour sa musique. Le contrat est finalement rompu et Talk Talk signe chez Polydor. En 1990, EMI publie la compilation Natural History: The Very Best of Talk Talk, qui rencontre un succès inattendu (no 3 et disque d'or au Royaume-Uni, plus d'un million d'exemplaires vendus dans le monde). Les rééditions des singles It's My Life, Life's What You Make It et Such a Shame qui accompagnent cette compilation se vendent également bien. Au début de 1991, EMI sort History Revisited: The Remixes pour capitaliser sur le succès de Natural History. Sans l'accord du groupe, la compagnie fait remixer les titres par des DJ pour ce disque qui se classe dans le Top 40 britannique. Furieux, Mark Hollis poursuit EMI en justice et obtient gain de cause en 1992 : les exemplaires restants de History Revisited sont détruits et la compilation ne sera jamais rééditée,.
Le cinquième et dernier album de Talk Talk, Laughing Stock, paraît chez Verve Records (filiale de Polydor) en novembre 1991. Paul Webb n'y apparait pas, et le groupe y est réduit à Hollis, Friese-Greene et Harris, accompagnés de nombreux musiciens de studio. Musicalement, Laughing Stock se place dans la lignée expérimentale de Spirit of Eden, faisant la part belle à la musique instrumentale improvisée impliquant un ensemble important d'instrumentistes, dont sept altistes.

### Séparation du groupe et carrières solo (depuis 1992)
Talk Talk se sépare en 1992. Paul Webb et Lee Harris fondent alors le groupe .O.rang, qui publiera deux albums par la suite (1994 et 1996). En 2002, Webb (sous le pseudonyme de Rustin Man) travaille avec la chanteuse de Portishead Beth Gibbons sur l'album Out of Season. Deux albums suivront successivement en 2019 et 2020, respectivement Drift Code et Clockdust.
Afin de remplir le contrat qui lie toujours Talk Talk à Polydor, Mark Hollis sort en 1998 un album solo simplement intitulé Mark Hollis. Ce disque, qui poursuit l'approche de Spirit of Eden et Laughing Stock, est bien accueilli par la critique, mais son auteur disparaît de la scène musicale peu après sa sortie. Il maintient cette réserve jusqu'à sa mort à l'âge de 64 ans, le 25 février 2019.

## Discographie
- 1982 : The Party's Over
- 1984 : It's My Life
- 1986 : The Colour of Spring
- 1988 : Spirit of Eden
- 1991 : Laughing Stock

### Filmographie
- In a Silent Way, de Gwenaël Breës, produit par Dérives, Belgique, 2020, 88 minutes.